# Atercoloratus alini
Atercoloratus alini är en fjärilsart som beskrevs av Bang-haas 1938. Atercoloratus alini ingår i släktet Atercoloratus och familjen praktfjärilar. Inga underarter finns listade i Catalogue of Life.